# Estação Pigalle
Pigalle é uma estação das linhas 2 e 12 do Metrô de Paris, localizada no limite do 9.º e do 18.º arrondissements de Paris.

## Localização
As plataformas das duas linhas são implantadas sob a place Pigalle.

## História
A estação foi aberta aos passageiros em 7 de outubro de 1902 na linha 2 Nord (atual linha 2) da Compagnie du chemin de fer métropolitain de Paris (dita CMP).
Ela deve sua denominação à seu estabelecimento sob a praça homônima e, ao sul desta praça, à rue Jean-Baptiste-Pigalle onde viveu o escultor Jean-Baptiste Pigalle (1714-1785), vias portando hoje o seu nome.
Em 8 de abril de 1911, a estação da linha A (atual linha 12) da Société du chemin de fer électrique souterrain Nord-Sud de Paris (dita Nord-Sud) foi aberta como terminal provisório até a inauguração da extensão até Jules Joffrin em 30 de outubro de 1912.
Em 2011, 6 172 069 passageiros entraram nesta estação. Ela viu entrar 6 201 914 passageiros em 2013, o que a coloca na 57ª posição das estações de metrô por sua frequência.

## Serviços aos Passageiros

### Acessos
A estação possui três acessos saindo na place Pigalle, sendo que o principal, situado a leste da mesma, foi desenhado em 1900 por Hector Guimard. Os demais componentes foram inscritos Monumento histórico pelo decreto de 29 de maio de 1978. Os outros dois acessos são do estilo característico da sociedade do Nord-Sud.

### Plataformas

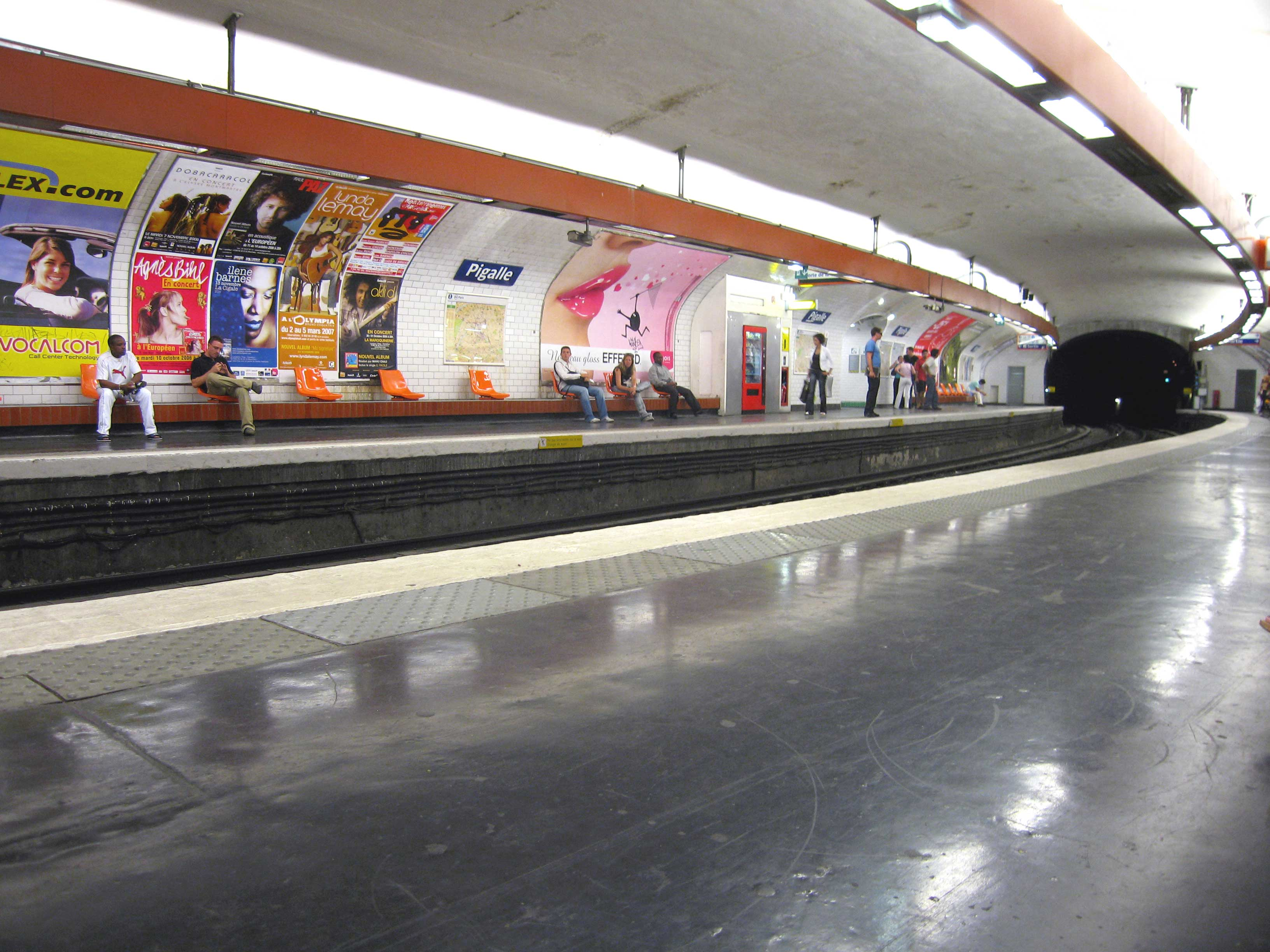
A estação da linha 12.

As plataformas das duas linhas são de configuração padrão: duas plataformas laterais por ponto de parada, elas são separadas pelas vias do metrô situadas ao centro, e a abóbada é elíptica.
A estação da linha 2 é organizada em estilo "Ouï-dire" azul: as faixas de iluminação, de mesma cor, são suportadas por consoles curvos em forma de foice. A iluminação direta é branca enquanto que a iluminação indireta, projetada sobre a abóbada, é multicolorida. As telhas em cerâmica brancas são planas e recobrem os pés-direitos, a abóbada e os tímpanos. Os quadros publicitários são de cor azul e cilíndricos, e o nome da estação está inscrito na fonte Parisine em placas esmaltadas. As plataformas são equipadas com bancos "assis-debout" azuis.
A estação da linha 12 é estabelecida em curva no túnel da linha 2 e sua abóbada é semi-elíptica, forma específica das antigas estações do Nord-Sud. A decoração é de estilo "Andreu-Motte" com duas rampas luminosas laranjas, bancos em telhas marrons planas e assentos "Motte" laranjas. Estas instalações são casadas com as telhas brancas que recobrem os pés-direitos e os tímpanos, enquanto que a abóbada é pintada em branco. As saídas dos corredores são tratadas em telhas brancas biseladas clássicas. Os quadros publicitários são metálicos e o nome da estação é escrito em fonte Parisine em placas esmaltadas.

### Intermodalidade
A estação é servida pelas linhas 30, 54, 67 e pelo Montmartrobus da rede de ônibus RATP e, à noite, pelas linhas N01 e N02 da rede Noctilien.